# ウサギと猟犬

ウサギと猟犬の初期配置。この盤面上で駒を移動させる。

ウサギと猟犬（ウサギとりょうけん、英語: Hare and hounds）は、2人のプレイヤーがウサギ側と猟犬側に分かれて勝敗を競うアブストラクトゲームである。中世の北欧で流行した。

## 遊び方
以下は、ウサギと猟犬のルールである。便宜上、駒が置ける場所のことを「点」と呼称する。
- ゲームは2人のプレイヤーによって、専用の盤上で行われる。
- まず、プレイヤーはウサギ側と猟犬側に分かれる。先手は猟犬側である。
  - ウサギ側は駒を1つ、猟犬側は3つ持つ。
- プレイヤーが自身の手番になった場合、自身の駒を1回動かして手番を終了する。
  - ウサギ側の場合、駒を隣接している点に移動させる。
  - 猟犬側の場合、動かしたい駒を1つ選び、その駒を隣接している点に移動させる。ただし、後ろ（進行方向と逆の方向）へ動くことはできない。
  - 既に他の駒がある点に駒を移動させることはできない。
- 以下の条件を満たした場合、勝敗が決する。
  - ウサギが全ての猟犬より後ろ（進行方向と逆）の点に移動した場合、ウサギ側の勝利となる。
  - ウサギが移動できる全ての頂点を猟犬によって塞がれ、ウサギが移動できなくなった場合、猟犬側の勝利となる。
  - 千日手（一般的なゲームにおいては20手で勝敗が決しなかった状態）になった場合、ウサギ側の勝利となる。

また、ウサギと猟犬にはルールが少し異なる亜種も存在する。以下はその一例である。
- ウサギ側の駒は盤上に置かず、ゲーム開始時にウサギ側のプレイヤーが好きな場所に駒を置く。
- ウサギ側の駒は盤の端ではなく、中央からスタートする。
- ウサギ側が繰り返し3回同じ位置に移動すると、猟犬側の勝利となる。

## 歴史
このゲームはヨーロッパの伝統的なゲームであり、中世の北欧で流行したが、今日ではほとんど忘れ去られている。ラトビアでは1300年ごろに作成された小さな盤が2つ発見されており、そのうちの1つは先に説明した盤と同じ形状であった。
形式は様々あるが、3つの駒と1つの駒を使用するという点はほぼ全てに共通している。
駒の種類は様々であり、必ずしもウサギと猟犬の駒を使用するわけではなく、また名称も多い。以下に、ウサギと猟犬の呼称の例を示す。括弧内はその参考日本語訳やその名称が用いられている国である。
- Hare games（ウサギゲーム）
- Hare and hounds（ウサギと猟犬、イギリス）
- Game of Dwarves（ドワーフのゲーム、イギリス）
- The Devil among tailors（仕立て屋の中の悪魔、イギリス）
- Catch the Giant（巨人を捕らえろ）
- aretavl（ウサギのボードゲーム、デンマーク）
- Hare och hund（ウサギと子犬、スウェーデン）
- Trevolpa（スウェーデン）
- Volpalejden, Valpleken（スウェーデン）

普仏戦争中から終結後のフランスでは、軍事関係者の間でThe Soldiers' Game（兵士のゲーム）という名称で人気を博した。

## 数学的な分析
ウサギと猟犬はチェッカー、チェス、将棋などと同じく組み合わせゲーム理論で研究されているゲームのひとつである。通常のウサギと猟犬の場合、猟犬が必勝であることがエルウィン・バーレカンプ、ジョン・ホートン・コンウェイ、リチャード・ケネス・ガイの3人によって証明されている。